# ريتشارد ماريوس
ريتشارد ماريوس (بالإنجليزية: Richard Marius)‏ (29 يوليو 1933 في الولايات المتحدة - 5 نوفمبر 1999)؛ روائي أمريكي.